# Прометафаза
Прометафаза — це проміжна стадія мітозу, що наступає після профази та передує метафазі, в еукаріотичних соматичних клітинах. Інколи прометафазу не виділяють у окрему стадію, поєднуючи її з профазою.
В прометафазі ядерна мембрана руйнується, утворюючи численні «мембранні везикули», а на центромерах хромосом утворюються великі білкові комплекси — кінетохори. Кінетохорні мікротрубочки що беруть початок на центросомах (полюсах веретена поділу) ростуть аж поки не досягнуть кінетохорів, що потім призведе до вирівнювання хромосом точно по екватору мітотичної клітини в метафазі. Інші мікротрубочки контактують з мікротрубочками іншого полюсу і відштовхуються одна від одної, що створює механічну силу,яка відштовхує полюси один від одного.

## Перехід від прометафази до метафази
Прометафаза закінчується коли всі кінетохори сестринських хроматид приєднуються до мікротрубочок, що беруть початок з різних полюсів веретена поділу; після цього починається метафаза. Якщо якась з хромосом залишиться неприкріпленою до мікротрубочок, клітина не зможе пройти контрольну точку і не зможу вступити в анафазу.
Події ранньої метафази ідентичні з подіями пізньої прометафази.